# Red Sparowes
Red Sparowes ist eine Post-Rock-Band aus dem Umfeld von Bands wie Isis und Neurosis aus Los Angeles. Ihre Musik besteht vor allem aus langen, rein instrumental gehaltenen Liedern. Besonders an ihnen ist ihr intensiver Pedal-Steel-Einsatz.
Die Band besteht aus Mitgliedern von Isis, Neurosis, Halifax Pier, Samsara, Angel Hair und Pleasure Forever. Nach der Veröffentlichung ihres 2006 erschienenen Album Every Red Heart Shines Towards the Red Sun begab sich die Band im Frühsommer 2007 auf Europatour.

## Diskografie
- 2004: Red Sparowes (Demo) (Eigenvertrieb)
- 2005: At the Soundless Dawn (Neurot Records)
- 2005: unbetitelter Split mit Gregor Samsa (Robotic Empire)
- 2006: Black Tar Prophecies Vol. I  Split mit Grails (Robotic Empire)
- 2006: Triad – Three Way Split mit Made Out of Babies und Battle of Mice (Neurot Records)
- 2006: Oh Lord, God of Vengeance, Show Yourself! Live (Neurot Records)
- 2006: Every Red Heart Shines Toward the Red Sun (Robotic Empire)
- 2008: Aphorisms EP (Robotic Empire)
- 2010: The Fear Is Excruciating, But Therein Lies the Answer (Sargent House)